# بی‌قید و بند (مجموعه تلویزیونی تایگا)
بی‌قید و بند ((به ژاپنی: (べらぼう〜蔦重栄華乃夢噺〜, Berabou Tsutajū Eiga no Yume-banashi)) شصت و چهارمین سری از مجموعه تلویزیونی تایگا است که در سال ۲۰۲۵ به نمایش درآمد.

## داستان
در اواسط قرن هجدهم ژاپن، روجو تانوما اوکیتسوگو برای بازسازی مالی کشور، تجارت را بر کشاورزی اولویت داد. با بهبود اقتصاد، فضای نسبتاً لیبرالی برای مردم عادی پدید آمد که توسعه فرهنگی را تقویت کرد. یکی از شخصیت‌های اصلی این جنبش فرهنگی، تسوتایا جوزابورو، ناشر بود. با این حال، زمانی که دوره به حکومت ماتسودایرا سادانوبو از تانوما تغییر کرد، کنترل‌های سخت‌تری بر سرگرمی اعمال شد که باعث سختی زندگی جوزابورو شد. با این حال، او ناامید باقی نماند و استعدادهایی مانند کیتاگاوا اوتامارو، کاتسوشیکا هوکوسائی و شاراکو را کشف و به شهرت رساند.